# 京風島田

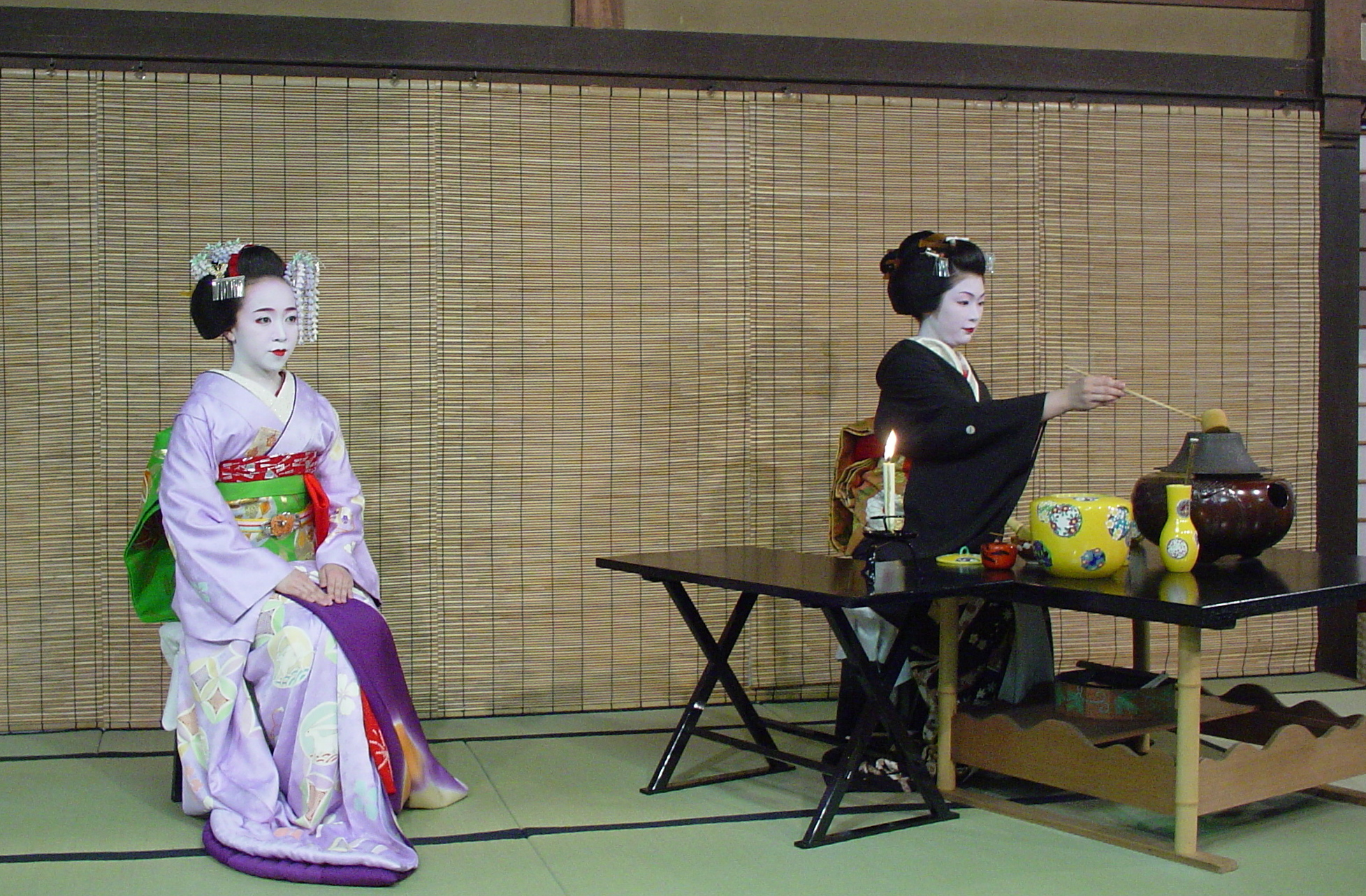
都をどりの茶席(右側が京風島田を結った芸妓)

京風島田（きょうふうしまだ）は芸妓が結う島田髷の一種。
芸者が結う江戸風の潰し島田ではなく、投げ島田のバリエーションに当たる。
大正頃まではよく結われていたが、現在では、長襦袢の衿を返し、黒の五つ紋付きを着用、重箱という帯結びをして正装した芸妓が、都をどり・鴨川をどり・北野をどり等の各花街のお茶席でお点前を立てる時や、都をどり等の上方舞の舞台で結われる。
京都の芸妓は、1950年代頃までは地毛を用いて髷を結っていたが、1960年代半ばにはかつらを用いる人と地毛を用いる人が拮抗、その後、全てかつら、それも江戸風に鬢が横に張ったかつらになっていった。だが、現在でも、この京風島田を結う時だけは、地毛を用いている。

## 特徴
「投げ島田」の一種であるから、ほかの島田に比べて髷が垂直に近く後部が後ろに大きく突き出ているのが特徴。
髪飾りは髷の根元に銀色の丈長をかけ、鼈甲の櫛・笄の一揃いと翡翠などの玉簪の根挿し、花が一つ二つしかつかない、舞妓よりも地味な花簪など、落ち着いた艶っぽい印象。